# 야요이가오카역
야요이가오카역(일본어: 弥生が丘駅)은 일본 사가현 도스시에 있는 규슈 여객철도 가고시마 본선의 역이다.

## 역 구조
섬식 승강장 2면 4선을 가지는 지상역. 서로의 승강장은 과선교로 연락하고 있다. 역사는 서쪽으로 자리잡고 있다. 대피선이 있고, 보통열차가 특급열차의 통과 대기를 하는 일이 많다.
규슈 교통기획이 역 업무를 행하는 업무위탁역으로, 마르스가 없지만 POS 단말이 설치되어 있다. SUGOCA의 이용이 가능하지만, 카드 발매는 하지 않지만 현금만 취급을 행한다.

## 이용 현황
| 1일 평균 승강객 수 | 1일 평균 승강객 수 | 1일 평균 승강객 수 |
| 연도               | 승차 인원          | 승강 인원          |
| ------------------ | ------------------ | ------------------ |
| 2000               | 131                | 203                |
| 2001               | 138                | 271                |
| 2002               | 175                | 339                |
| 2003               | 246                | 475                |
| 2004               | 302                | 590                |
| 2005               | 333                | 656                |
| 2006               | 369                | 721                |
| 2007               | 408                | 808                |
| 2008               | 509                | 1,006              |
| 2009               | 568                | 1,133              |

## 역 주변
이 역은 도스 시의 북단의 구릉지로 개발된 주택지 '야요이가오카'의 거점역으로서 설치되어 있어, 역 주변에는 주택의 건설이 진행되고 있다.
- 국도 제3호선
- 국도 제34호선
- 도스 프리미엄 아울렛

## 역사
- 2001년 3월 3일 : 개업.
- 2009년 3월 1일 : IC카드 SUGOCA의 사용을 개시.

## 인접 역
| 가고시마 본선      | 가고시마 본선 | 가고시마 본선        |
| ------------------ | ------------- | -------------------- |
| 기야마 모지코 방면 | ■ 보통        | 다시로 가고시마 방면 |